# USS Midway (CV-41)
Pour les autres navires du même nom, voir USS Midway.
L’USS Midway (CV-41), (anciennement CVB-41 ou CVA-41) était un porte-avions de l'United States Navy et le navire de tête de la classe Midway. Troisième navire à porter le nom d'USS Midway, il est mis en service quelques jours après la fin de la Seconde Guerre mondiale et a participé aux guerres du Viêt Nam et du Golfe. De 1973 à 1991, il était basé à Yokosuka, au Japon, en tant que porte-avions avancé. En raison de nombreuses conversions et modernisations, l'apparence du porte-avions a été considérablement modifiée au cours de son service, notamment son pont d'envol, droit en 1945, transformé en pont d'angle en 1957, puis en pont en porte-à-faux en 1970.
En avril 1992, après près de 47 ans de service, l'USS Midway est transféré dans la flotte de réserve. Depuis 2004, il est ouvert au public sous le nom de musée de l'USS Midway, à San Diego, en Californie.

## Historique
L'USS Midway fut le premier navire de la classe Midway et le premier porte-avions à être mis en service après la fin de la Seconde Guerre mondiale. Commandé en 1942, mis sur cale en 1943, il fut lancé en 1945 et mis en service le 10 septembre 1945.
Rattaché d'abord à la 2e flotte dans l'Atlantique de 1946 à 1947, il rejoint la 6e flotte en Méditerranée jusqu'en 1954, puis intègre la 7e flotte dans le Pacifique jusqu'en 1965.
Après une modernisation importante et coûteuse de 1966 à 1970, il participe à la guerre du Viêt Nam jusqu'en 1972. À partir de l'année suivante, il opère à nouveau dans le Pacifique, avec comme port d'attache la base navale de Yokosuka au Japon. De 1990 à 1991, il participe à la guerre du Golfe puis est retiré du service en 1992.

## Musée
Le 29 août 2003, l'USS Midway est amarré dans le port de San Diego, en Californie, près du musée maritime de San Diego. Transformé en un gigantesque musée flottant, le musée de l'USS Midway, il a ouvert au public le 7 juin 2004.